# 綠臍鐘螺
綠臍鐘螺（学名：Trochus chloromphalus）为鐘螺科鐘螺屬下的一个种。